# Transtorno do relacionamento sexual
O transtorno do relacionamento sexual ocorre quando a identidade de gênero (masculina, feminina, cisgênero, transgênero ou não-binária) ou a orientação sexual (heterossexual, homossexual, bissexual, androfilia, ginefilia ou assexual) leva a dificuldades no estabelecimento e manutenção de um relacionamento com um parceiro sexual.
A Classificação internacional de doenças (CID-10) inclui uma nota esclarecendo que a orientação sexual não é um transtorno. O transtorno se restringe ao sofrimento causado pelo relacionamento sexual insatisfatório independente da combinação (hetero relacionando-se com homo, homo relacionando-se com bi, bi relacionando-se com hetero).

## Causa
Por conta da cultura intolerante a diversidade sexual é comum que homens e mulheres com desejos homossexuais se relacionem com parceiros do sexo oposto como forma de serem melhor aceitos socialmente. A causa da insatisfação depende do tipo de conflito na orientação sexual:
- Homossexual com heterossexual: o desejo homossexual persiste e pode inclusive aumentar progressivamente causando cada vez mais insatisfação sexual no casamento. Em estudos com gays casados com mulheres os motivos mais citados para o casamento foram: "por amor", "parecia natural", "queria casar e ter filhos" e "por expectativas sociais e culturais".[4]
- Bissexual com heterossexual: Similar ao homossexual, mas com maior preconceitos sobre a bissexualidade e maior probabilidade (33%) de manter o casamento depois de revelar a orientação ao parceiro(a).[5]
- Assexual com sexual: Estes casamentos são geralmente baseados no amor romântico e a falta de desejo sexual de um já estava clara antes do casamento.

Assexuais também podem preferir casar um homossexual do sexo oposto por não ter desejo de relações sexuais e assim manter um casamento sem sexo.
- Gay com lésbica: Ambos mantem um casamento de conveniência para ocultar sua sexualidade da sociedade.

## Prevalência

Entre a atração exclusivamente por homens, por mulheres ou por ambígulos existe uma grande diversidade de desejos que podem ser representados como um ponto em um triângulo.

Em uma pesquisa com homens casados com mulheres, mas com desejo sexual por outros homens, os pacientes tinham 38 anos em média quando começaram a terapia, eram casados em média há 13 anos e tinham em média 2 filhos. Nenhum foi bem sucedido em eliminar esse desejo, 97% sabiam que possuíam desejo por homens antes de casar, 61% tinham vida sexual insatisfatória, 36% fizeram terapia para eliminar esse desejo, 94% tiveram casos fora do casamento e apenas 19% das esposas sabiam que o marido tinha desejo por homens antes do início da terapia.
Cerca de 6 a 10% dos homens sentem desejo de fazer sexo com outros homens. Entre as mulheres Kinsey estimou que cerca de 12-13% tem desejo de fazer sexo com outras mulheres. Entre as mulheres casadas estima-se que 8-10% sentem atração por outra mulher. O número total de pessoas em um relacionamento desejando fazer sexo com o sexo oposto varia entre 0,3% a 20% dependendo do a cultura, idade, país, critérios e definições usados no estudo.

## Tratamento

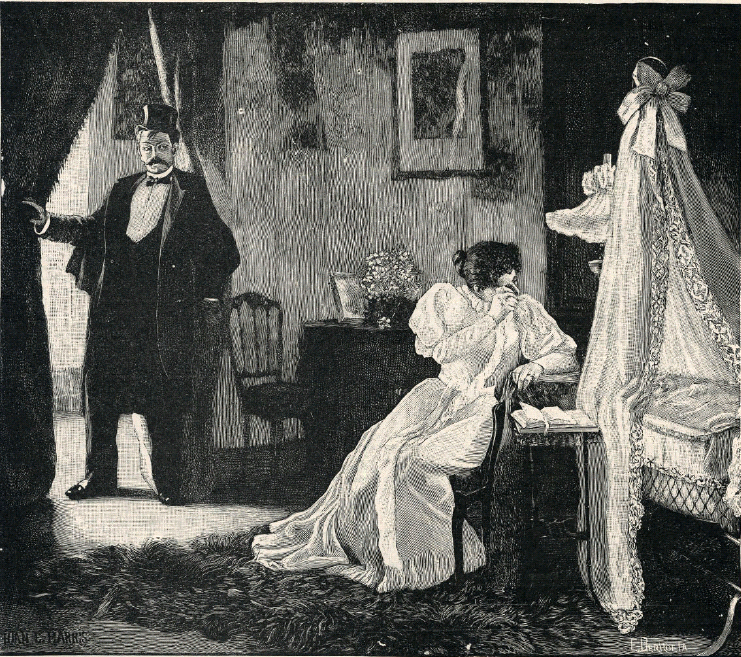
Em pesquisa com homens casados com desejos sexuais por homens apenas 16% das esposas sabiam desse desejo.

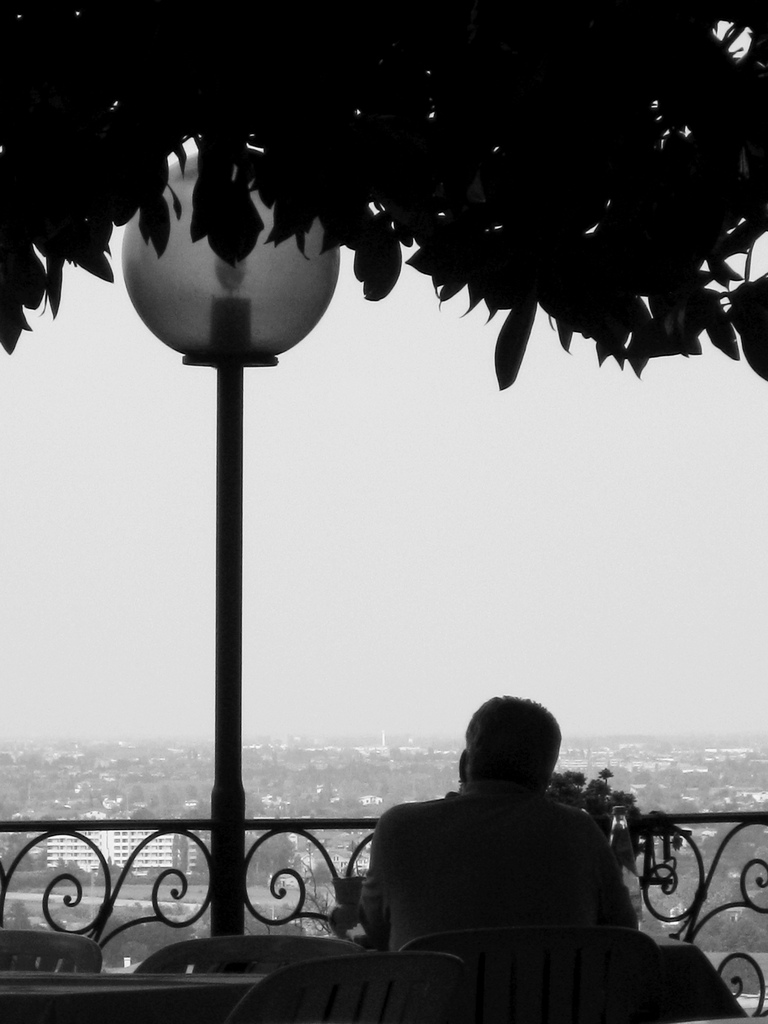
Em um estudo com homens casados com desejo sexual por homens, 36% decidiram terminar o casamento ao final da terapia.

Pode ser feito com terapia individual onde o indivíduo discute sobre seus desejos e como satisfazê-los causando o mínimo sofrimento para seu(sua) parceiro(a) ou como terapia de casal em que ambos discutem e decidem como preferem lidar com essa situação. 
O método Coleman tem 5 objetivos:
- Fazer a pessoa se sentir mais confortável com sua sexualidade;
- Examinar mitos e estereótipos relacionados a homossexualidade e bissexualidade;
- Educar sobre o funcionamento da sexualidade humana;
- Lidar com as questões de performance sexual em relações com o mesmo sexo e com o sexo oposto;
- Explorar alternativas mais saudáveis e funcionais de realizar seus desejos sexuais;

Dentre as soluções possíveis estão: terminar o relacionamento, organizar ménage à trois com parceiros sexualmente atraentes a ambos, manter um relacionamento aberto sexualmente, interpretar papéis diferentes na cama para satisfazer os desejos e fetiches do parceiro, manter um relacionamento a três, fazer trocas de casais bissexuais ou restringir suas fantasias a masturbação individual. Durante a terapia é importante desenvolver habilidades de assertividade e de assumir a responsabilidade no paciente.

### Mudança de orientação
Atualmente nenhum tratamento para modificar a orientação sexual se mostrou eficiente, sendo anti-ético e contra o código de ética de profissionais da saúde regulamentados recomendar tratamentos que não são cientificamente comprovados.
Geralmente o desejo de manter o relacionamento heterossexual apesar de desejos homossexuais é embasado em crenças religiosas conservadoras que devem ser discutidas e questionadas cuidadosamente para que o paciente não desista da terapia. O objetivo nesse caso é formar novas crenças mais saudáveis e tolerantes em relação a diversidade. Diversas entidades religiosas aceitam a diversidade sexual de forma tolerante e podem ser recomendadas para auxiliar o paciente a se realizar espiritualmente e sexualmente simultaneamente.
A maioria dos pacientes que fizeram terapia de reorientação sexual relataram sofrer transtornos psicológicos como consequência da terapia. As consequências mais comuns foram depressão maior (40%), transtornos de ansiedade (20%), ideação suicida (10%), impotência (10%) e transtorno do relacionamento sexual (10%).
No Brasil, psicólogos que se proponham a fazer terapia de reorientação sexual devem ser denunciados ao Conselho Regional de Psicologia (CRP) local onde será decidido sua punição. Médicos podem ser denunciados ao Conselho Regional de Medicina(CRM).

### Assexuais
A comunidade assexual recomenda que o assexual deve ou se comprometer a manter relações sexuais para agradar o(a) parceiro(a) ou permitir ao parceiro se relacionar sexualmente com outras pessoas.

### Bissexuais
A manutenção do casamento foi maior entre bissexuais (33%) e correlacionada com o amor e amizade mútuos, a existência de filhos, terapia de casal e apoio de amigos e família. A terapia é similar a dos homossexuais casados com heterossexuais, mas em um estudo com 58 casais a relação dos bissexuais com heterossexuais está marcada por uma interação de vários níveis que inclui prazer sexual mútuo, bem como envolvimento cognitivo, verbal, comportamental e emocional. Seu esforço conjunto ao longo do tempo lhes permitiu desconstruir não apenas conceitos tradicionais de casamento, mas também desconstruir os conflitos entre as visões de orientação sexual.

## Cultura
- A Marriage Below Zero (1889) - Chester Allan Dale (pseudônimo de Alfred J. Cohen)
- American Beauty
- Brokeback Mountain
- Crustacés et Coquillages
- De-Lovely
- Far From Heaven
- Imagine Me & You
- Mulligans
- The Wedding Banquet
- The Playboy Club (2011): Um gay está casado com uma lésbica para ocultarem suas sexualidades.
- Episódio de "Os Simpsons" de 1996 "Um peixe chamado Selma" faz uma paródia desse transtorno: Selma se casa com um ator famoso que busca ocultar sua atração sexual por peixes.
- Degrassi: The Next Generation
- Bright Shiny Morning